# Caprice (filme de 1913)
Caprice é um filme mudo de comédia dramática norte-americano de 1913, produzido por Daniel Frohman e Adolph Zukor e estrelado por Mary Pickford. J. Searle Dawley dirigiu. É um filme perdido.

## Elenco
- Mary Pickford - Mercy Baxter
- Owen Moore - Jack Henderson
- Ernest Truex - Wally Henderson
- Ogden Crane - Jim Baxter
- James Gordon - Sr. Henderson
- Boots Wall - Edith Henderson

não creditado
- Louise Huff
- Howard Missimer
- John Steppling